# Dunlop Cry Baby

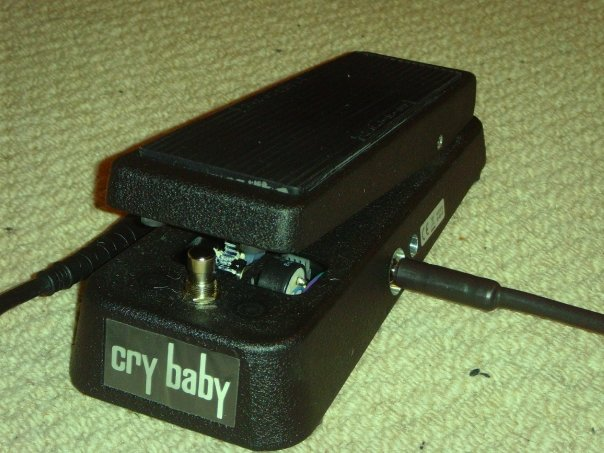
Dunlop Cry Baby

Il Dunlop Cry Baby è un pedale wah wah fabbricato da Dunlop Manufacturing, Inc..
Il nome Cry Baby è dovuto al pedale originario Thomas Organ/Vox Cry Baby wah wah, fabbricato per la prima volta nel 1966. Thomas Organ/Vox non riuscì a registrare il nome Cry Baby come marchio registrato, lasciando spazio a Dunlop.
Utilizzato da molti chitarristi celebri, è divenuto il modello di wah wah più diffuso. Jimi Hendrix lo rese celebre impiegandolo per la realizzazione del brano Voodoo Child (Slight Return).

## Modelli
Vari sono i modelli di Cry Baby fabbricati da Dunlop Manufacturing, Inc.:
- GCB-95 - noto anche come "Cry Baby Original". Il modello più economico.
- GCB-95F Classic - Cry Baby con induttore Fasel fabbricato in Italia e potenziometro 100K ohm Hot Potz[3]
- CB
- 95Q - Un Cry Baby senza interruttore con un controllo Q (che modifica l'intensità dell'effetto "wah"), un volume per il boost e la funzione auto-return.
- 535Q - Il controllo Q permette di cambiare l'equalizzazione, ha sei differenti wah e un volume per il boost.
- JH-1 Jimi Hendrix Signature - Il Jimi Hendrix Signature Cry Baby è un pedale con l'aspetto che aveva negli anni '60 per suonare come Hendrix. La sua elettronica è quasi identica al GCB-95.
- JH-1FW Jimi Hendrix Fuzz-wah - Una combinazione tra il Jimi Hendrix Signature Wah e il Jimi Hendrix Fuzz. Può essere usato come un pedale wah o fuzz, ma anche entrambi.
- DB-01 Dimebag Signature - Il Cry Baby firmato di Dimebag Darrell. È basato sul 535Q, dal momento che ne usava uno.
- EW-95V Mister Cry Baby Super Volume - Un Cry Baby con la doppia funzione di pedale wah e boost. Può aumentare il volume fino a 16 decibel.
- ZW-45 Zakk Wylde Signature - Il Cry Baby firmato di Zakk Wylde.
- 105Q Bass - Un Cry Baby per il basso che influisce solo le frequenze medie e alte, ha anche i controlli Q e volume.
- SW-95 Slash Signature - Il Cry Baby firmato di Slash con aggiunto un boost a distorsione pesante, introdotto dalla Dunlop nel 2007.[4]
- SC-95 Slash Signature - Il Cry Baby firmato di Slash messo in commercio dal 2012.[5]
- Limited Edition (1999) - Viola, Bianco, Rosso o Grigio "Hammertone".
- EVH Signature - Il Cry Baby firmato di Eddie Van Halen.
- KH-95 Kirk Hammett Signature - Il Cry Baby di Kirk Hammett.
- JC-95 Jerry Cantrell Signature - Il Cry Baby firmato di Jerry Cantrell.
- TM95M Tak Matsumoto Signature - Il Cry Baby firmato di Tak Matsumoto.

Fatta eccezione per il GCB95F e la maggior parte dei modelli firmati, molti dei modelli di Cry Baby più recenti usano un interruttore unipolare al posto del true-bypass; questa caratteristica aggiunge impedenza significante, che può influire il tono.